# Grup Heracles
El Grup Heracles és una empresa amb a Escaldes-Engordany dedicada al sector de la construcció, líder en el sector de l'obra pública a Andorra. Va néixer a finals de l'any 2005 com una aliança entre tres empreses andorranes: Cimandor, Cosesa i SGM.
Algunes de les obres públiques que han realitzat a Andorra són la construcción del túnel de les dos Valires.

## Grup
El grup està format per:
- Cimandor: 36%.
- Cosesa: 33%.
- SGM: 30%.